# Опрема за снимање видео-клипова
Опрема за снимање видео-клипова јесте опрема која се користи у изради и монтажи видео-клипова. Клипови се могу поделити у три врсте: влогови (снимање на терену), скечеви (снимање смешним, комичних клипова) и гејмплејеви (снимање играње видео-игара), а опрема варира у зависности од врсте клипова.
Независно од типа видео-клипа, потребна је интернет-веза са што већом брзином отпремања да би се клип поставио на интернет. Брзина од 1Mb/s узима се за минимум.

## Влогови
Влоговање се сматра најнезахтевнијом категоријом. Потребна је камера, рачунар за монтажу блога (рачунар не мора да има добре спецификације) и програм за обраду (нпр. Premier, Sony Vegas, Filmora…)
Може се користити било каква камера која може снимати макар у 720p резолуцији (HD резолуцији), али наравно што квалитетније, то боље. Камера треба да буде што мањих димензија (наравно, не премала) како би било лако да се понесе свуда и да се не пропусти неки занимљив догађај.
Пожељно је имати додатне батерије и меморијску картицу.

## Скечеви
Код скечева нема граница што се тиче опреме. Може се користити само једна камера, док са друге стране се може користити све што се користи и за професионалну видео продукцију. 
- Златна средина би била камера са измењивим објективима;
- пар објектива;
- засебан микрофон и жилберица;
- и потребан је рачунар са видео едитором (рачунар не мора имати добре спецификације).

## Гејмплејеви
- За гејмплеј је потребан рачунар са мало бољим спецификацијама, пошто мора бити у стању не само да покрене сваку видео игру, већ исту и да снима. Мора имати процесор и графичку новије генерације, као и минимум 4 GB RAM-а;
- потребан је програм који ће да снима екран рачунара. На пример то могу бити: Bandicam, Action, Filmora scrn....
- Потребан је и видео едитор;
- потребан је што квалитетнији микрофон да би се ваш (или нечији) глас чуо што чистије, дакле, микрофон на слушалицама вероватно није добар избор;
- пожељно је имати додатни хард диск, или SSD који ће се користити само за снимање и тиме избећи евентуалне проблеме који могу да се јаве када се користи један хард диск, попут „сецкања“ снимка;
- такође, пожељно је имати и камеру којом ћете снимати себе док коментаришете видео игру, а онда тај видео ставити у неком углу гејмплеја. То је популарно прозвани „Facecam“ (може се користити и нека квалитетнија веб камера).